# لارنس پنتلند
لارنس پنتلند (انگلیسی: Lawrence Pentland؛ ۶ آوریل ۱۸۷۹ – ۲ نوامبر ۱۹۲۳ (۴۴ سال)) بازیکن لاکراس اهل کانادا بود.